# Sobór Opieki Matki Bożej w Witebsku
Sobór Opieki Matki Bożej – prawosławny sobór katedralny w Witebsku, główna świątynia eparchii witebskiej i orszańskiej Egzarchatu Białoruskiego Patriarchatu Moskiewskiego.
Jest to dawny kościół trynitarzy wybudowany w stylu klasycystycznym w 1814. Kościół powstał na miejscu drewnianego kościoła katolickiego zbudowanego w 1758 z funduszy chorążego Mikołaja Rewuta i konsekrowanego w 1760 pod wezwaniem Opieki Najświętszej Marii Panny. W 1806 zbudowano murowany budynek klasztoru dla Trynitarzy, a w 1814 istniejący obecnie budynek kościoła. Klasztor Trynitarzy został zamknięty przez Rosjan w 1847. Kościół został odebrany katolikom i przekazany prawosławnym, w związku z czym dokonano w nim przeróbek około r. 1862. W 1930 władze radzieckie zamknęły świątynię umieszczając w nim muzeum ateizmu. Podczas walk w 1944 kościół został częściowo zniszczony (zburzono wieżę i dach) i w tym stanie pozostawał do lat 80. XX wieku. 
W 1989 został przekazany prawosławnym i wyremontowany około 1992 r.

## Galeria

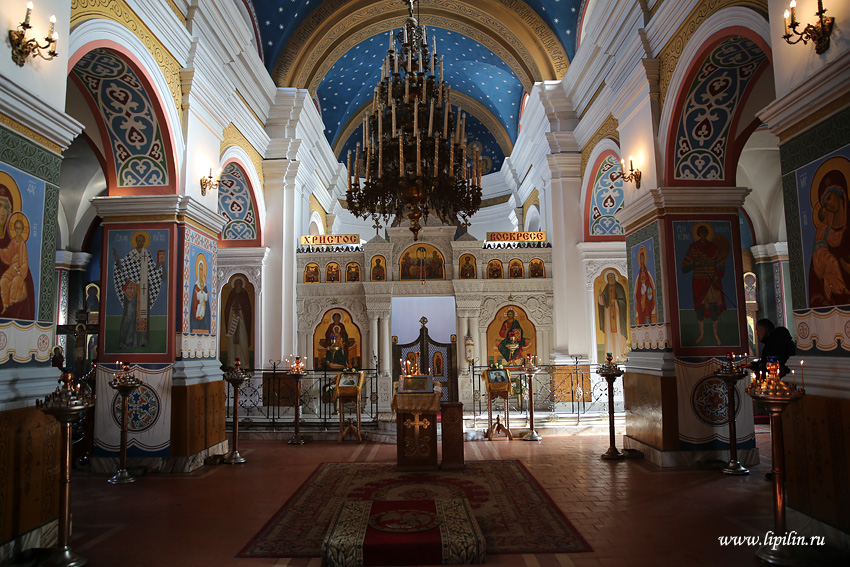
Wnętrze
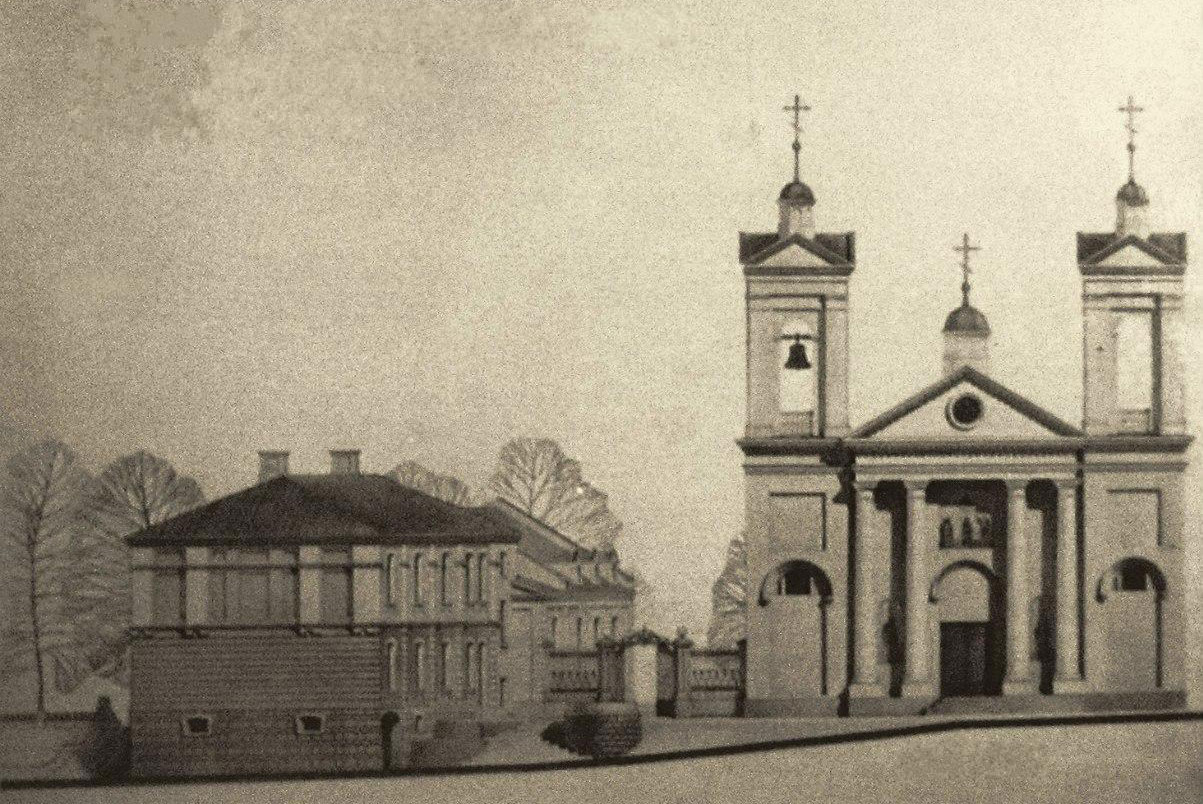
Kościół ok. 1860
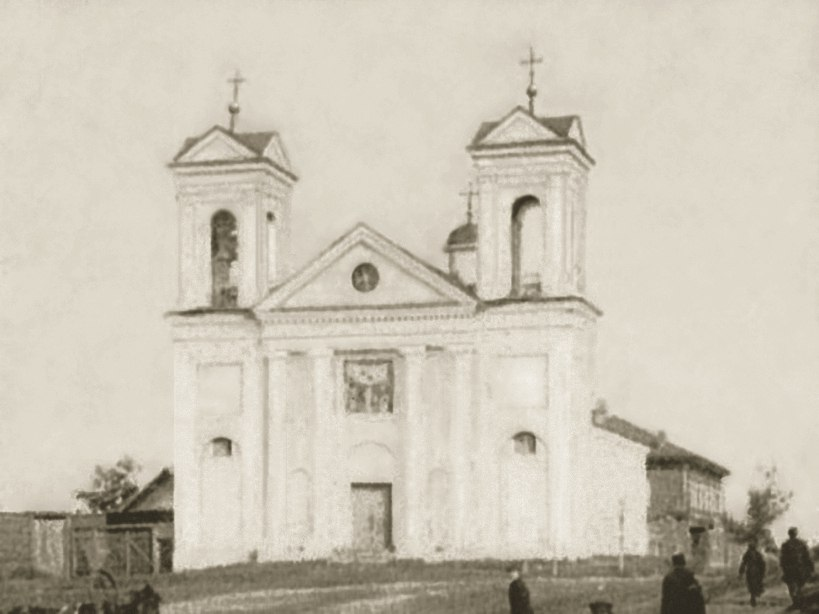
Fotografia z 1860
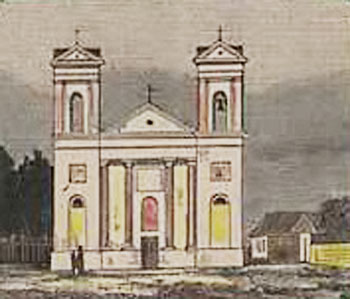
Kościół ok. 1873
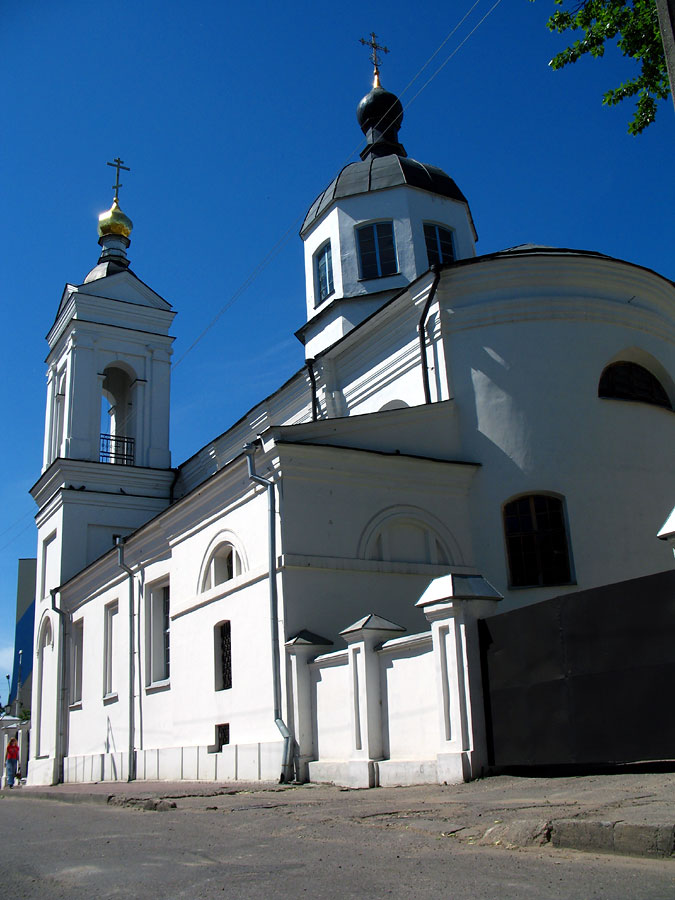
Widok od prezbiterium